# Eilema trinitas
Eilema trinitas är en fjärilsart som beskrevs av Embrik Strand 1912. Eilema trinitas ingår i släktet Eilema och familjen björnspinnare. Inga underarter finns listade i Catalogue of Life.